# Вуйти
Вуйти (пол. Wójty) — село в Польщі, у гміні Ядув Воломінського повіту Мазовецького воєводства.
Населення — 216 осіб (2011).
У 1975-1998 роках село належало до Седлецького воєводства.

## Демографія
Демографічна структура станом на 31 березня 2011 року:
|          | Загалом | Допрацездатний вік | Працездатний вік | Постпрацездатний вік |
| -------- | ------- | ------------------ | ---------------- | -------------------- |
| Чоловіки | 113     | 27                 | 75               | 11                   |
| Жінки    | 103     | 18                 | 61               | 24                   |
| Разом    | 216     | 45                 | 136              | 35                   |